# محمد علي الحباشي
محمد علي الحباشي، ولد في 1953 بباجة وتوفي في 14 فبراير 2020، هو صحفي وكاتب تونسي في مجالي علم الأعراق والتاريخ.

## السيرة الذاتية
تحصل محمد علي الحباشي على الأستاذية من معهد الصحافة وعلوم الإخبار في 1977. اشتغل لمدة طويلة في مؤسسة الإذاعة والتلفزة التونسية، أين تولى فيها رئاسة تحرير قسمي الأخبار الإذاعية والتلفزية سنة 1991. أنتج كذلك العديد من البرامج الإذاعية والتلفزية في المجال السياسي والاقتصادي. كما عمل في مجال الصحافة في جريدتي الصباح والبطل، وكمتعاون خارجي مع جريدة الحرية.

نشر الحباشي العديد من الكتب والدراسات في مجالي علم الأعراق والتاريخ التونسيين.

توفي محمد علي الحباشي في 14 فبراير 2020 إثر أزمة قلبية، ودفن في اليوم الموالي في مقبرة الجلاز بالعاصمة التونسية.

## المؤلفات
- العروش: من النشأة... إلى التفكيك (بحث تاريخي اجتماعي في أرياف الإيالة التونسية وسكانها من 1574 إلى 1957)، 2005.
- عروش تونس، منشورات سوتيميديا، تونس العاصمة، 2016.
- (بالفرنسية) Princes et princesses Husseinites: une autre histoire، منشورات سوتيميديا، تونس العاصمة، 2017.
- التونسيون: الأصول والألقاب، منشورات سوتيميديا، تونس العاصمة، 2018.
- السواحلية زمن البايات والدولة البورڨيبية، منشورات سوتيميديا، تونس العاصمة، 2019.

بعد وفاته، سيصدر للحباشي كتاب حركات المعارضة والمحاكمات السياسية في ثلاثة أجزاء عن دار نحن.